# Vondelpark

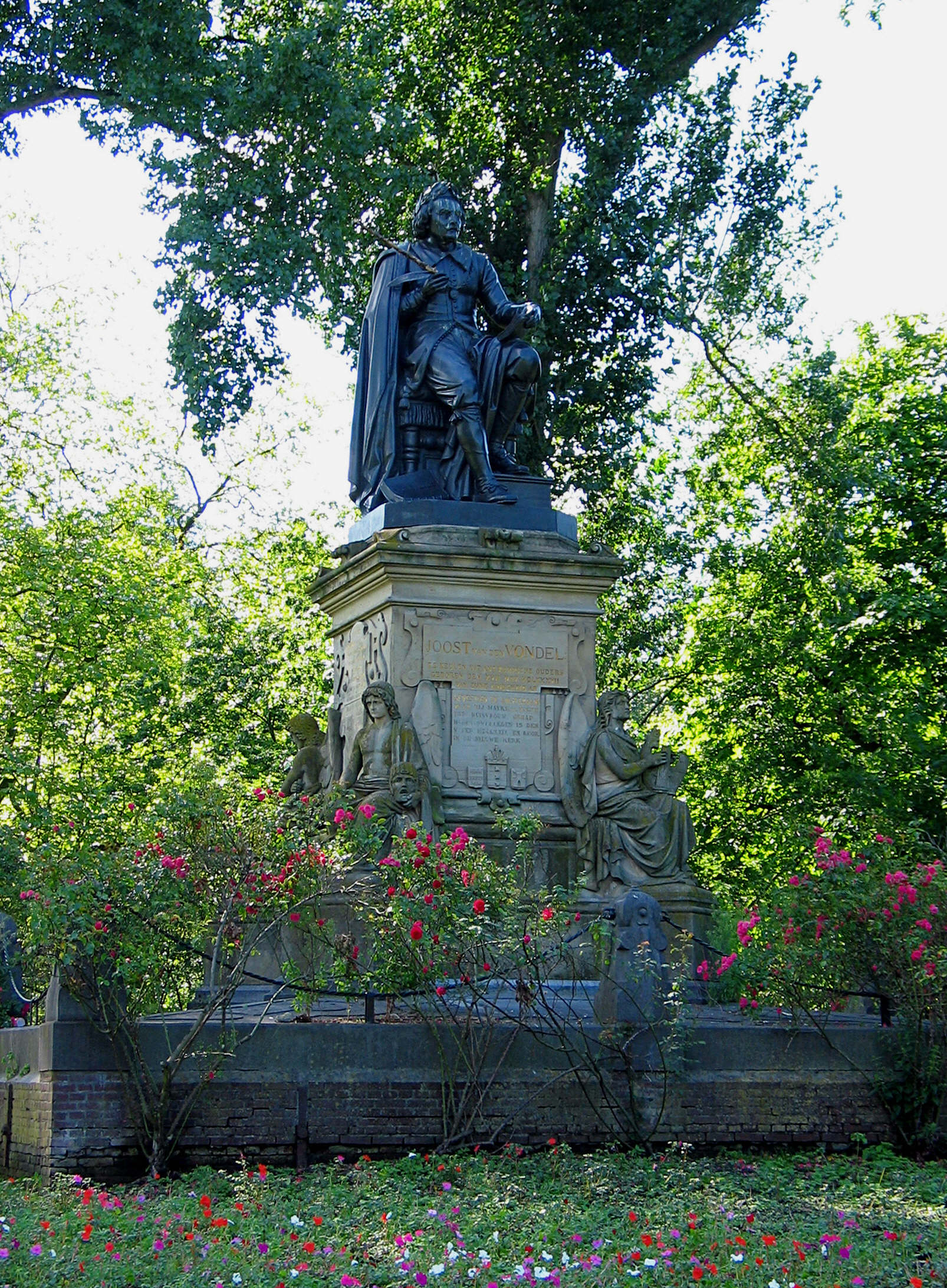
Statua di Joost van den Vondel

Vondelpark è un parco all'inglese di circa 48 ettari che si trova nel Museumkwartier di Amsterdam, realizzato su progetto degli architetti Jan David Zocher e Louis Paul Zocher ed aperto al pubblico nel giugno del 1865.
Il parco, definito il Bois de Boulogne di Amsterdam, è utilizzato per passeggiate, jogging, picnic, concerti ed altre manifestazioni (come tornei di golf). Si tratta del secondo progetto di area verde nel centro di Amsterdam dopo Artis, il più antico complesso zoologico dei Paesi Bassi, sorto nel 1838.

## Caratteristiche
Il parco è all'incirca di forma rettangolare e progettato secondo lo stile inglese, ovvero secondo uno stile che - nell'intento dei progettisti - permetta ai frequentatori di immergersi completamente nella natura. 
Nel parco, si trovano numerosi giardini, laghetti, fontane, aiuole, spazi per giochi per bambini, alcune statue e circa 100 tipi di piante e 130 tipi di alberi. Vi si trovano anche vari animali, come: anatre, mucche, capre, scoiattoli, parrocchetti, ecc.
Nel parco si trovano inoltre un teatro all'aperto (Openluchttheater), vari bar e ristoranti e, fino al 2009 vi ha avuto sede il Nederlands Filmmuseum (museo del cinema).
Il parco, che è aperto dalle ore mattutine a quelle serali, è molto frequentato soprattutto durante l'estate.

## Localizzazione
Il parco si trova nella zona sud-occidentale di Amsterdam (nella zona chiamata Amsterdam Oud-Zuid, ai confini con l'Amsterdam Oud-West), non lontano dal Concertgebouw e dai celebri musei Rijksmuseum, Van Gogh Museum e Stedelijk Museum.
Il perimetro del parco è delimitato a sud-ovest dalla Oranje Nassaulaan e dalla Koningslaan, a sud-est dalla Van Eeghenstraat, ad est dalla Eerste Constantijn Huijgensstraat, a nord-est dalla Vondelstraat, a nord dalla Overtoom e ad ovest dalla Amsteelveenseweg.

## Storia

### La realizzazione del parco
L'idea di realizzare il Vondelpark si deve ad un'associazione chiamata Vereniging tot Aanleg van een Rij- en Wandelpark  (Associazione per la costruzione di un parco per le cavalcate e le passeggiate) che nel 1864 acquistò diversi ettari di terreno nel centro di Amsterdam per costruire un nuovo parco. Il progetto venne affidato all'architetto Jan David Zocher, specialista nella creazione di giardini. Il parco venne aperto al pubblico nel 1865 con il nome di Het Nieuwe Park, ovvero “Il Parco Nuovo”: l'ingresso era libero per i membri della Vereniging tot Aanleg van een Rij- en Wandelpark, mentre a coloro che non vi appartenevano veniva richiesta una tassa per accedervi.
Inizialmente il parco era frequentato solo da persone abbienti, ma verso la fine del XIX secolo cominciò a diventare popolare anche presso gli altri ceti sociali.
Nel 1867 venne eretta nel parco una statua dedicata al poeta e drammaturgo Joost van den Vondel creata dallo scultore Louis Royer e da quel momento la gente iniziò a chiamare il parco “Vondelpark”, che a partire dal 1880 divenne anche il nome ufficiale.
Nel 1873 venne costruito all'interno del parco un gazebo e venne negato al birraio Gerard Adriaan Heineken (della famosa fabbrica di birra) di costruire un bar, che fu costretto ad aprire nei pressi del parco stesso, nell'attuale Vondelstraat.
Tra il 1875 e il 1877 venne realizzata l'ultima parte del parco, su progetto di Louis Paul Zocher, il figlio di Jan David Zocher, e il parco raggiunse l'attuale superficie di 47 ettari.
Tra il 1874 e il 1881 venne costruito il Vondelparkpaviljoen.

### Dagli anni trenta agli anni cinquanta
Nel 1936 è stato creato un giardino di rose al centro del parco e, un anno dopo, è stata costruita la Ronde Blauwe Theehuis (“Casa del tè circolare blu”).
Nel 1947 è stato costruito – su progetto di Piet Kramer – un ponte che collega la Eerste Constantijn Huijgenstraat con la Van Baerlestraat e che attraversa trasversalmente anche il parco.
Il parco rimase di proprietà della Vereniging tot Aanleg van een Rij- en Wandelpark fino al 1953, quando l'associazione non fu più in grado di mantenere le spese di mantenimento e donò il parco al comune di Amsterdam.

### Anni sessanta e settanta
Tra la fine gli anni sessanta e l'inizio degli anni settanta il parco iniziò ad essere il punto di ritrovo di hippies, provos e beatnik e diventò “terreno fertile” per malintenzionati, come borseggiatori e spacciatori, tanto che venne più volte richiesto l'intervento della polizia, che mise fine anche ai raduni.
Nel 1972 è stato inaugurato il Nederlands Filmmuseum, il museo del cinema dei Paesi Bassi, e nel 1974 il teatro all'aperto.

### Dagli anni novanta all'inizio del XXI secolo
Nel 1996, Vondelpark è stato dichiarato rijksmonument, ovvero “monumento del Regno”.
Sempre negli anni novanta, il numero dei visitatori è salito sino a 10 milioni l'anno, fatto che ha costretto la città a progettare il rinnovamento del suolo erboso e delle piste ciclabili all'interno del parco, rinnovamento iniziato nel 1999 e che terminerà tra il 2010 e il 2015.
A partire dalla fine del 2008 e l'inizio del 2009, infine, è stato consentito di praticare – limitatamente alle ore serali e notturne – sesso nel parco purché venga praticato lontano dai luoghi frequentati dai bambini e purché non vengano lasciati in giro o tra i rifiuti preservativi usati o simili. Si tratta del primo parco dei Paesi Bassi che lo permette, anche se la polizia di Amsterdam ha dichiarato che non è troppo disposta a tollerarlo.

## Punti d'interesse

### Teatro all'aperto (Vondelpark Openluchttheater)

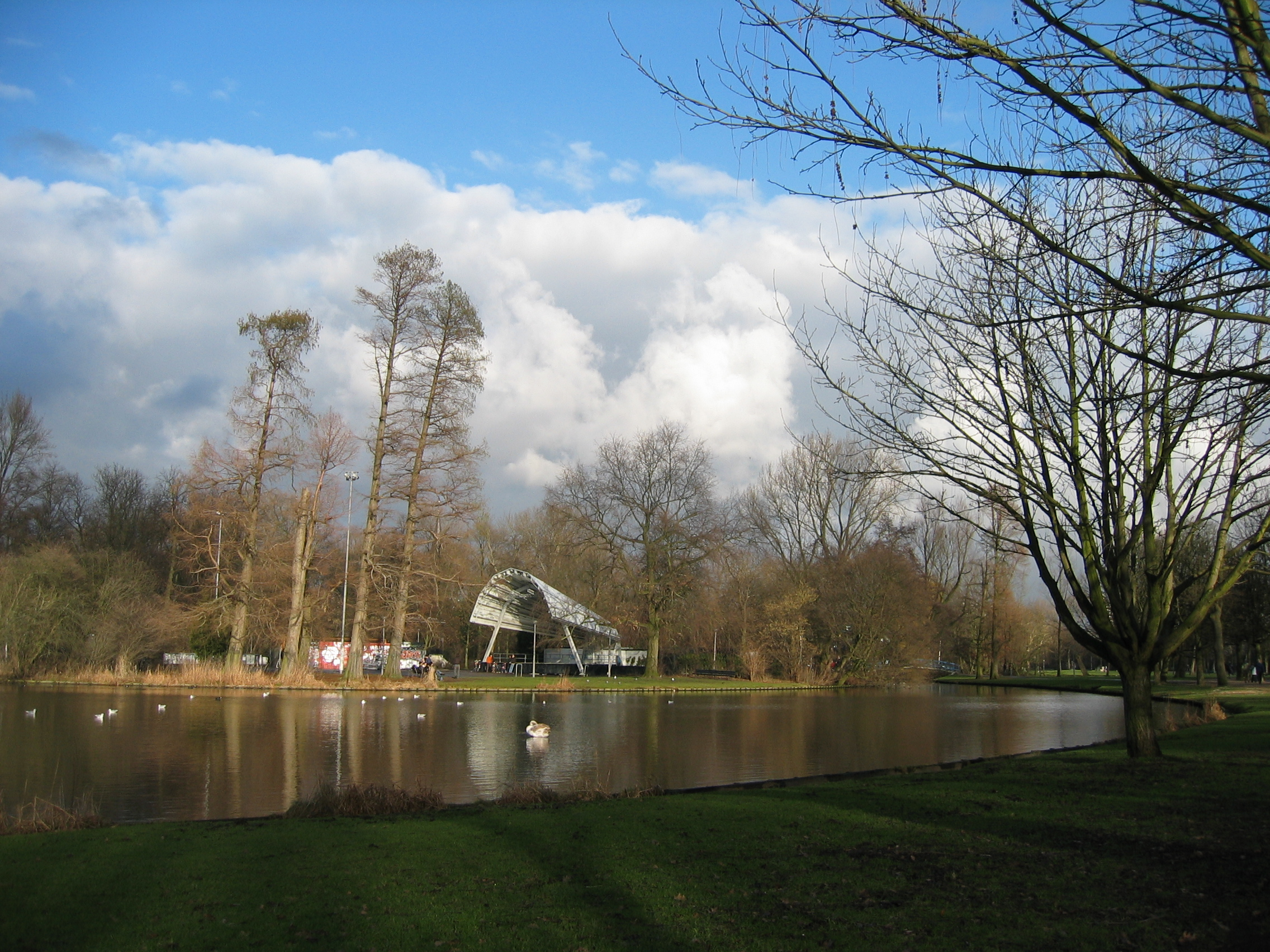
Il teatro all'aperto

Il Vondelpark Openluchttheater è un teatro all'aperto, dove da giugno ad agosto si svolgono spettacoli di cabaret e musica. Il teatro è sovvenzionato dal governo cittadino e l'entrata è libera; tuttavia, ai visitatori viene richiesta una donazione di 1 euro.

### Vondelparkpaviljoen
II Vondelparkpaviljoen  venne costruito in stile neorinascimentale tra il 1874 e il 1881 secondo il progetto di Willem Hamer jr. al posto di uno chalet in legno che era stato progettato da Louis Paul Zocher. Il Vondelparkpaviljon ha ospitato tra il 1972 e il 2009 il Nederlands Filmmuseum (il "museo del cinema dei Paesi Bassi") dell'EYE Film Instituut Nederland, museo che attira oltre 150.000 visitatori l'anno e nelle cui due sale vengono proiettati oltre 1.000 film l'anno. Vi si trova anche una biblioteca e una collezione di locandine e vi vengono anche organizzati dibattiti, esposizioni, letture, ecc.
L'ingresso al museo, che dal 2009 avrà una nuova sede, si trovava nella Vondelstraat, vicino alla Vondelkerk. 
L'edificio del Vondelparkpaviljoen, che ospita anche una cantina con bar-ristorante, è stato completamente restaurato nel 1991.

### Statue
Nel parco si trovano le seguenti statue:
- ”Joost van den Vondel” (1867) di Louis Royer (1793 – 1868)
- ”Il pesce” (1965) di Pablo Picasso
- ”Mama Baranka” (1985) di Nelson Carrilho

## Feste ed eventi
Nel Vondelpark hanno luogo i seguenti eventi
- Ogni anno viene organizzato un torneo di golf, il Vondelpark Open e una gara di corsa (Vondelparkloop).
- Ogni venerdì, di fronte al Vondelparkpaviljoen, ha luogo il Fridaynightskate.
- Durante le celebrazioni per il Koningsdag ("Giorno del re") vengono organizzati giochi per bambini ed un mercatino (vrijmarkt).
- Da giugno ad agosto hanno luogo spettacoli di musica e danza nel teatro all'aperto (Vondelpark Openluchtheater).